# 立坂日笑
立坂 日笑（たてさか ひわら、2003年7月20日 - ）は、日本の女性、インフルエンサー、タレント、舞台女優。
#GROVEが運営するプロダクション「seju（セジュ）」所属。長崎県出身。

## 概要
主にTikTokで著しく活動し人気を得ているインフルエンサーであるが、2023年は、ファッション雑誌『JJ』（光文社）主催のモデルオーディション「J-GIRL国民的彼女2023」に応募しセミファイナリスト（36人の中の1人）に選出され、活躍の場を広げ、舞台女優としても活動開始した。

## 人物
- 趣味 - 料理。
- 特技 - メイク、アクセサリー作り。
- 姉が1人いる。

## 出演

### TikTok
- たかみち店長/みんなのたかみちのショートホラー[5][6][7][8][9][10]

### YouTube
- たかみち店長【みんなのたかみち】のショートホラー[11][12]
- 田島亮チャンネル[13][14][15][16]

### 舞台
- オムニバス短編コメディ舞台「MISH MASH THEATER 2024 in THEATER BRATS」TEAM PARTY (2024年1月17日 - 21日)[17][18][19]（鈴木美波脚本・演出）